# Savona (provins)

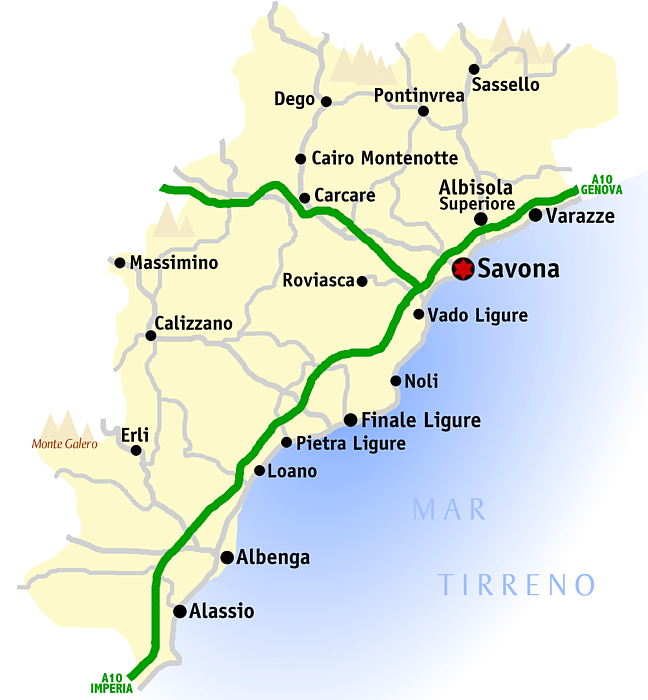
Karta över provinsen

Savona är en provins i regionen Ligurien i Italien. Savona är huvudort i provinsen. Provinsen etablerades 1927 genom en utbrytning från provinsen Genova.

## Administrativ indelning
Provinsen Savona är indelad i 69 comuni (kommuner). Alla kommuner finns i lista över kommuner i provinsen Savona.

## Geografi
Provinsen Savona gränsar:
- i väst och norr mot provinserna Cuneo, Asti och Alessandria
- i väst mot provinsen Imperia
- i öst mot provinsen Genova
- i syd mot Liguriska havet